# Шантаво семейство
Шантаво семейство (на английски: Monster Family) е анимационен комедиен филм с чудовища от 2017 г., режисиран и продуциран от Холгер Тапе и съсценарист ѝ Давид Зафир. Филмът е базиран на романа на Зафир от 2011 г. Щастливо семейство и е озвучен от Емили Уотсън, Ник Фрост, Джесика Браун Финдли, Селия Имри, Катрин Тейт и Джейсън Айзакс.
Лентата е посрещната негативно от критиците, които критикуват озвучаването, анимацията, сценария и хумора, и се проваля в търговски план, като печели 26,4 милиона долара при бюджет от 30 милиона долара.
Продължението, озаглавено Шантаво семейство 2, излиза през 2021 г.

## Сюжет
В Трансилвания граф Дракула тъгува заради самотата си в компанията на тримата си прилепи-служители. Той получава телефонно обаждане от Ема Уишбоун, която по грешка набира неговия номер вместо този на магазин за костюми за чудовища. Те говорят за кратко, преди тя случайно да изпусне мобилния си телефон в шахта. Ема е депресирана, тъй като напрежението в семейството ѝ расте – книжарницата ѝ е в тежко финансово състояние, синът ѝ Макс е жертва на тормоз заради своите неловки и стереотипни маниери, дъщеря ѝ Фей е нарцистична тийнейджърка, а съпругът ѝ Франк е претоварен и недоспал, като я пренебрегва. Дракула решава да направи Ема своя нова булка и убеждава Баба Яга да я прокълне и да я превърне в истински вампир, за да остане с него.
Езотерично настроената ѝ приятелка Шейен ѝ дава билети за парти с костюми, а Ема изработва костюми за семейството: тя – вампир, Франк – чудовището на Франкенщайн, Фей – мумия, а Макс – върколак. Поради недоразумение на партито охраната ги изхвърля, което предизвиква нервен срив у Ема. Баба Яга се възползва от ситуацията и я проклина, но тъй като цялото семейство е нещастно, всички са прокълнати и се превръщат в чудовищата, за които са се облекли.
Ема гони Баба Яга, която успява да избяга, но преди това те научават, че нейният амулет трябва да се презареди на Лондонското око, което е построено на древно място със сила. Междувременно Макс плаши насилника си, радвайки се на своята трансформация, а Фей е отхвърлена от момчето, което харесва. Франк губи интелекта си, но продължава да показва любов към Ема.
На летището Фей хипнотизира служителка на гишето за чекиране, за да им позволи да летят, но по време на полета Ема е обзета от вампирска жажда за кръв. Само навременната намеса на Дракула спира това, и той отвежда обърканата и жадна за кръв Ема на борда на личния си самолет, оставяйки семейството ѝ в пътническия самолет.
Дракула се опитва да убеди Ема да остане с него и въпреки че е изкушена, тя решава да остане вярна на семейството си, което кара Дракула да я изхвърли от самолета. Тя се приземява близо до Лондонското око точно когато пристига и семейството ѝ. Междувременно Дракула решава, че ако не може да има Ема, никой няма да я има. Той нарежда на своя гърбав слуга Ренфийлд да подготви машина за снежинки, за да унищожи света в отмъщение.
Баба Яга зарежда своя амулет, но е пресрещната от семейство Уишбоун, като ги изпраща в Египет. Шейен се опитва да помогне, но след като спасява Баба Яга от падане, двете стават приятелки. Баба Яга обяснява, че Дракула е възнамерявал да прокълне само Ема, но цялостното семейно нещастие е довело до трансформацията на всички – и че само ако семейството е напълно щастливо, проклятието ще бъде развалено.
В Египет семейството отново се скарва, което води до това всеки да поеме в различна посока: Фей среща Имхотеп, който я смята за красива и иска да завладее света с нейна помощ. Макс намира хотел, в който всички гости се страхуват от него, а Франк спасява група супер модели, които го отвеждат в хотела – същия, в който се намира и Макс.
Ема отново е обзета от жажда за кръв и е спасена от Дракула. Въпреки че отново е изкушена от него, тя продължава да копнее за семейството си, което се появява в замъка, след като разкаялата се Баба Яга ги пренася там. Ренфийлд обяснява плана на Дракула да изстреля гигантска снежна топка в слънцето, убивайки всички живи същества освен вампирите, които не се нуждаят от слънце. Докато Дракула се къпе в своя лазурен басейн, който осигурява младостта му, семейството планира да добави светена вода, за да го убие, но той ги надвива. Осъзнавайки, че трябва да работят заедно, и щастливи, че са заедно, те развалят проклятието и всички се връщат в човешки облик. С помощта на Ренфийлд и прилепите-слуги те улавят Дракула между слънчеви лъчи и го замразяват с неговото оръжие за снежинки.
Семейството Уишбоун се прибира у дома, а обстоятелствата им се променят. Франк защитава себе си на работа, след като поставя снимка от семейното приключение и замразения Дракула на бюрото си, насилникът на Макс осъзнава грешките си и се сприятелява с него, а Фей среща младеж в рицарски костюм на парти с костюми, което Ема организира у дома. Баба Яга, Ренфийлд и трите прилепа нахлуват на партито. Семейството си прави нова снимка заедно, показваща тяхното щастие.

## Актьорски състав
- Емили Уотсън – Ема Уишбоун, съпруга на Франк и майка на Фей и Макс. Тя е превърната във вампир.
- Ник Фрост – Франк Уишбоун, съпруг на Ема и баща на Фей и Макс. Той е превърнат във Франкенщайн.
- Джесика Браун Финдли – Фей Уишбоун, дъщеря на Ема и Франк, която е превърната във мумия.
- Итън Рус – Макс Уибшоун, син на Ема и Франк, който е превърнат във върколак.
- Силия Ирми – Шейен, колежка на Ема.
- Катрин Тейт – Баба Яга, зла вещица, която превръща семейство Уишбоун във чудовища.
- Джейсън Айзакс – Граф Дракула.
- Юън Бейли – Ренфийлд, съпруг на Баба Яга и бивш домакин на Дракула.
- Исак Рус – Джейдън, гадже на Фей.
- Даниел Бен-Зену – Имхотеп.
- Джесика Макдоналд – Шийла, приятелка на Фей.
- Сидни Дорн – Бул.
- Ема Тейт – Главният модел.
- Дирк Щолберг, Ян Макино и Райнер Фритше – прилепите на Дракула.

## Пускане
Филмът е пуснат на екран във Великобритания на 2 март 2018 г. и е пуснат от Скай Синема на същия ден. По-късно е пуснат на DVD във Великобритания на 2 октомври 2018 г. от Юнивърсъл Пикчърс Хоум Ентъртейнмънт.

## Прием
В сайта Rotten Tomatoes филмът има одобрение от 10% въз основа на 21 рецензии, със средна оценка 3.40/10. Критичният консенсус гласи: „Шантаво семейство обещава семейно ориентиран анимационен филм с чудовища, но успява единствено да предложи толкова слабо преживяване, че родителите могат да го намерят за истински ужасяващо“.

### Боксофис
Филмът се проваля в боксофиса. Печели 127 259 долара в САЩ, 443 269 британски лири във Великобритания, 4 692 430 долара в Германия и 21 178 934 долара в други държави, с общ световен приход от 26 441 982 долара, което го прави търговски провал.

## В България
В България филмът е пуснат по кината на 29 септември 2017 г. в A+Films.
На 18 април 2019 г. е пуснат на DVD.

### Синхронен дублаж
| Роля                  | Изпълнител        |
| --------------------- | ----------------- |
| Ема Уишбоун           | Петя Абаджиева    |
| Франк Уишбоун Джейдън | Момчил Степанов   |
| Фей Уишбоун           | Лина Шишкова      |
| Баба Яга              | Василка Сугарева  |
| Граф Дракула          | Христо Чешмеджиев |
| Шейен                 | Ася Рачева        |
| Учител                | Николай Пърлев    |